# Деболовская (посёлок при железнодорожной станции)
Деболовская — поселок железнодорожной станции в Ростовском районе Ярославской области. Входит в состав Петровского сельского поселения.

## География
Находится в юго-восточной части Ярославской области на расстоянии приблизительно 11 км на юг-юго-запад по прямой от районного центра города Ростов у железнодорожной линии Москва-Ярославль.

## История
Поселок появился при станции, открытой в 1870 году. В 1898 здесь был учтен 1 двор.

## Население
Численность населения: 19 человек (русские 95 %) в 2002 году, 12 в 2010.